# دژو کستولانی
دژو کُستولانی (مجاری: Kosztolányi Dezső; ۲۹ مارس ۱۸۸۵ – ۳ نوامبر ۱۹۳۶) شاعر، منتقد ادبی، مترجم، روزنامه‌نگار، مقاله‌نویس، و نویسنده اهل مجارستان بود. وی به عنوان پدر فوتوریسم در ادبیات مجار شناخته می‌شود. سبک نگارش وی نمادگرایی، امپرسیونیسم، اکسپرسیونیسم، و واقع‌گرایی بود.